# Pismis 24-1
Pismis 24-1 eller HD 319718 är en multipelstjärna i den mellersta delen av stjärnbilden Skorpionen belägen i den öppna stjärnhopen Pismis 24 i nebulosan NGC 6357. Den har en skenbar magnitud av ca 11,0 och kräver ett teleskop för att kunna observeras. Den beräknas befinna sig på ett avstånd på ca 6 500 ljusår (2 000 parsek) från solen. Den rör sig närmare solen med en heliocentrisk radialhastighet på ca -2 km/s.

## Observation
Pismis 24-1 ansågs en gång vara den mest massiva stjärnan man känner till, men den består av minst tre individuella objekt, vart och ett av de mest lysande och mest massiva stjärnorna som är kända.
Pismis 24-1 katalogiserades först som HD 319718, men upplöstes senare till både Pismis 24-1 och den svagare Pismis 24-16. Den omgivande H II-regionen NGC 6357 är framträdande, men den kompakta öppna stjärnhopen Pismis 24 av 10:e magnituden identifierades inte förrän 1959.
År 1973 upplöstes Pismis 24 i 15 komponenter varav 12 ansågs vara medlemsstjärnor. Den ljusaste numrerades först som Pismis 24-1 och ansågs preliminärt vara en superjätte.  Den löstes senare till en spektroskopisk dubbelstjärna av en O3.5 superjätte och en O4 jättestjärna separerade med ca 500 AE.

## System

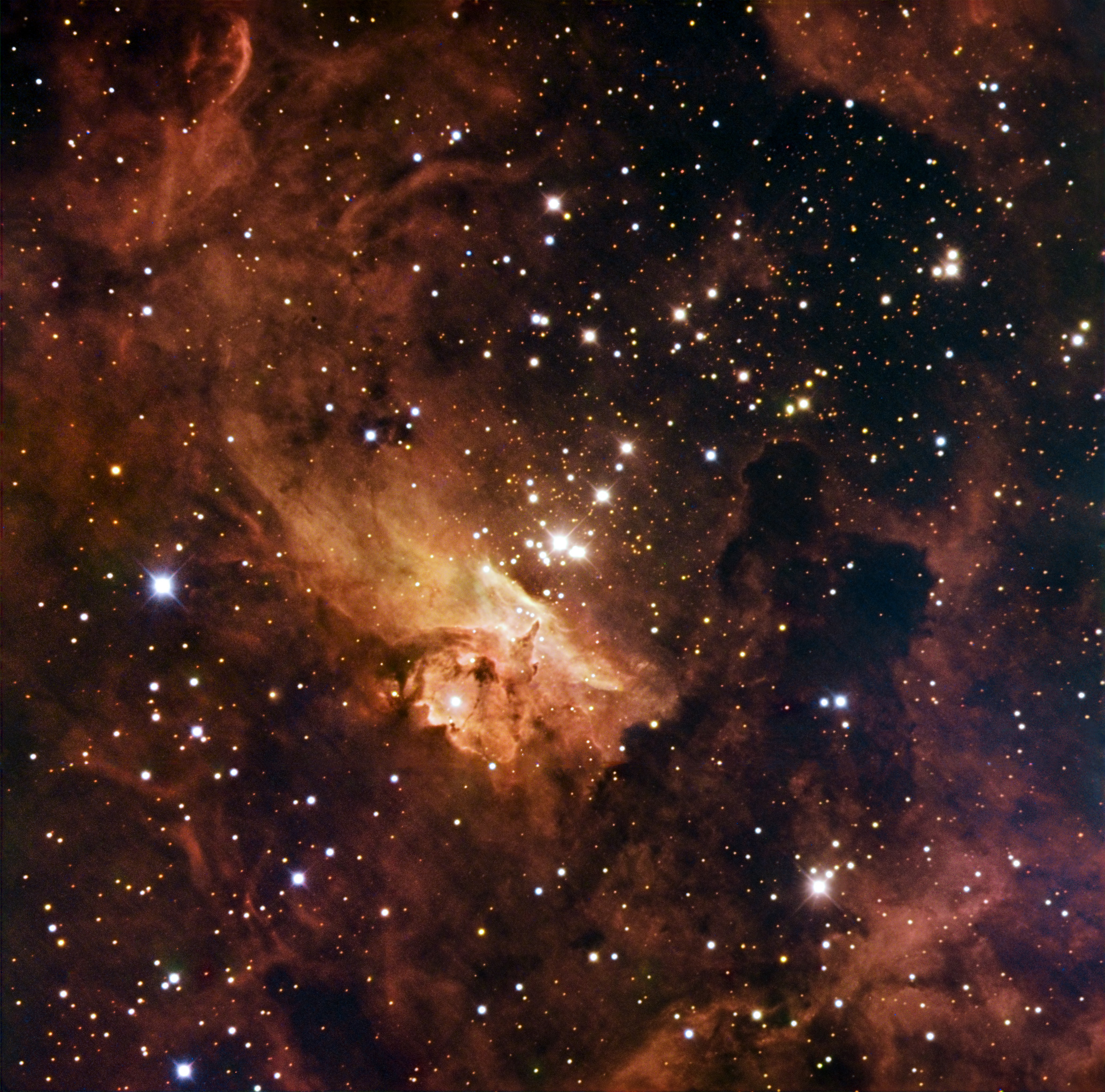
Pismis 24-1 är den ljusaste ljuspunkten i mitten av denna optiska bild av området NGC 6357.
Foto: ESO/IDA danska 1,5 m-teleskop, R. Gendler, U.G. Jørgensen, J. Skottfelt, K. Harpsøe

Pismis 24-1 har upplösts visuellt i två komponenter, vanligtvis märkta som NE och SW utifrån deras orientering med varandra. Pismis 24-1 NE är något mer lysande och varmare än 24-1 SW, men är känd för att vara en spektroskopisk dubbelstjärna. Detta är överraskande med tanke på deras spektrala ljusstyrkeklasser, eftersom det skulle göra de enskilda superjättestjärnorna mindre lysande än en enda kallare jättestjärna. Det kan vara så att interaktionen mellan komponenterna i 24-1 NE försvårar dess klassificering, eller så kan O4-jätten också vara en snäv dubbelstjärna.

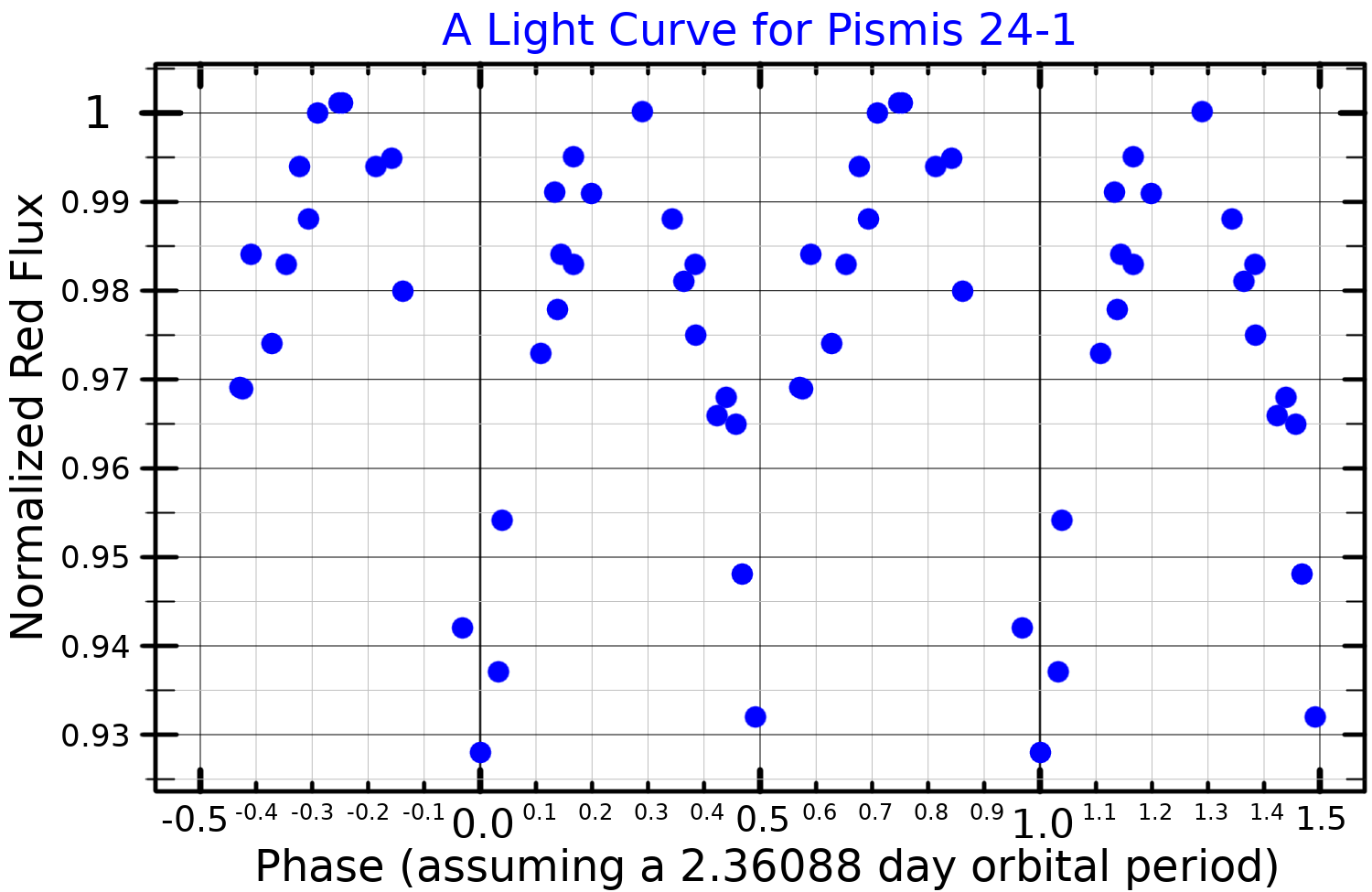
Ljuskurva i röda bandet för Pismis 24-1 plottade från Barr Dominguez et al. (20139.

Pismis 24-1 är faktiskt en svagt förmörkande dubbelstjärna med en period på 2,4 dygn. Det antas vara NE-komponenten som producerar förmörkelserna, men de separata ljuskurvorna för komponenterna har inte upplösts. Ljuskurvan är symmetrisk, vilket anger en nästan cirkulär bana, och de två förmörkande stjärnorna har mycket liknande massa och temperatur.
The Catalog of Components of Double and Multiple Stars listar Pismis 24-1 med att ha två svagare följeslagare på 5,5 och 16,4 bågsekunders avstånd. Detta är inte förvånande eftersom den ingår i en rik öppen stjärnhop med en vidd på bara 1,5 bågminuter.

## Egenskaper

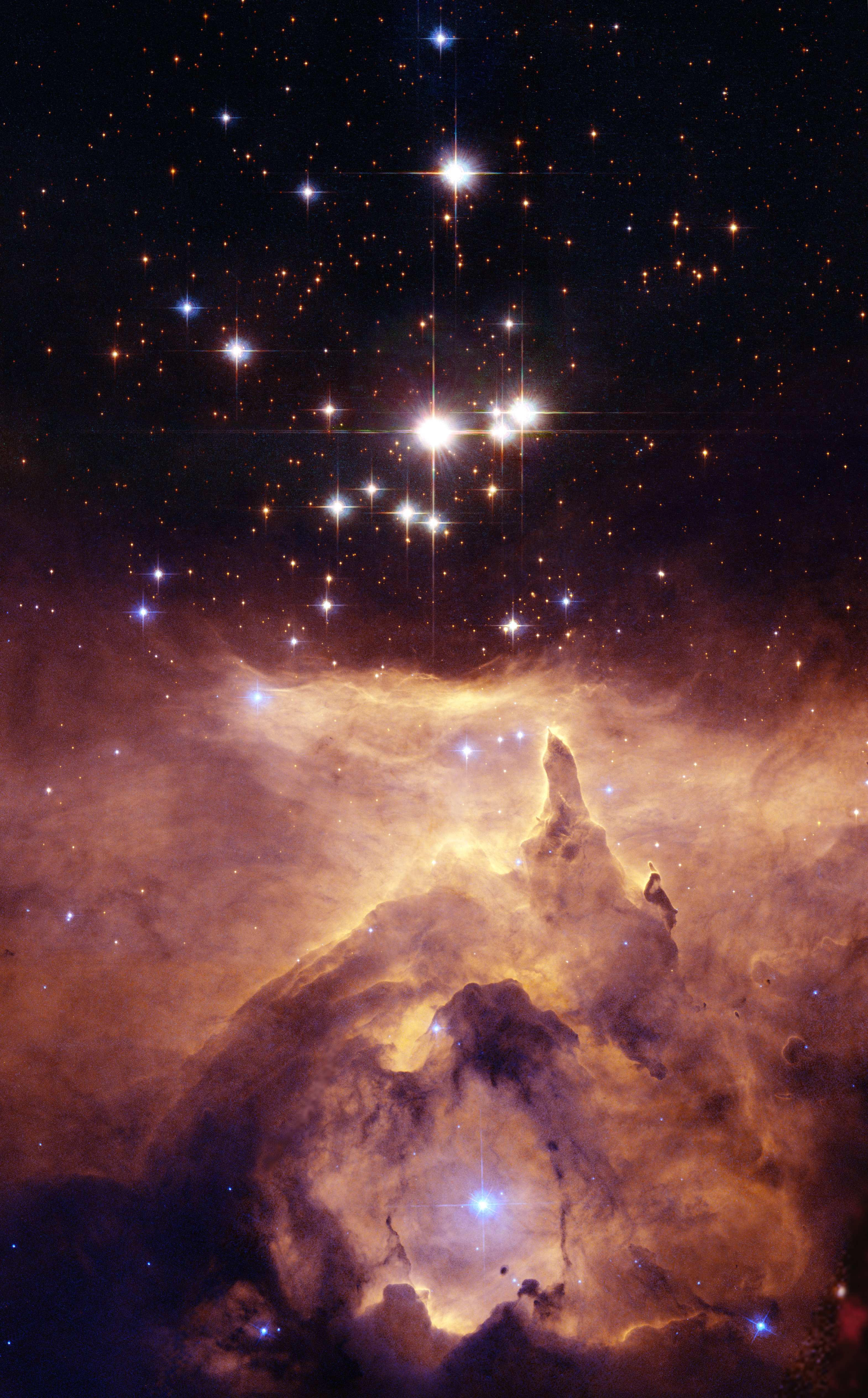
Detalj av NGC 6537 med Pismis 24 (infraröd och optisk bild)

De två komponenterna i Pismis 24-1 NE kan inte observeras separat, men analys av deras förmörkelser visar att de är nästan identiska, med temperatur kring 42 000 K. Paret tillsammans är nästan 800 000 gånger så lysande som solen, vilket gör att varje enskild stjärna sannolikt kommer att vara under 400  000 gånger solens luminositet. Spektraltypen av det kombinerade objektet är O3.5 If*, vilket anger en expanderad stjärna med starka emissionslinjer av högjoniserat kväve. Separata spektrala signaturer kan inte anges så det antas att båda stjärnorna har liknande spektra. Massan som ett enda objekt har beräknats till 74 solmassor men varje stjärna skulle ha en mindre massa. Hård röntgenstrålning från närheten av Pismis 24-1 antas vara orsakad av dessa två superjättars kolliderande stjärnvindar.
Pismis 24-1 SW är tydligen en enda stjärna med en spektraltyp av O4 III(f+), som anger en temperatur kring 40 000 K och emmissionslinjer av joniserat kväve, kisel och helium. Ljusstyrkan är cirka 650 000 gånger solens, radien 17 solradier och massan 66 solmassor. Den klassificeras som en jättestjärna på grundval av dess spektrum, men de hetaste O-stjärnorna utvecklar dessa spektrala egenskaper medan de fortfarande har kärnfusion av väte i dess kärna, som ett resultat av kraftig konvektion och kraftfulla stjärnvindar.
När den först modellerades ansågs Pismis 24-1 vara en enda stjärna med en massa på 300 solmassor eller mer, högre än vad som förväntas vara teoretiskt möjligt. Denna uppskattning har minskat eftersom stjärnan upptäcktes vara en dubbelstjärna, sedan en trippel när nyare modeller av stjärnatmosfärer har utvecklats. De senaste massuppskattningarna ligger väl inom teoretiska förväntningar för stjärnbildning utan exotiska förklaringar.